# Однажды в сказке
«Одна́жды в ска́зке» (англ. Once Upon a Time) — американский фэнтезийный приключенческий драматический телесериал канала ABC. Премьера состоялась 23 октября 2011 года.
В мае 2013 года ABC также заказал спин-офф сериала под названием «Однажды в Стране чудес», 13 эпизодов которого выходили с 10 октября 2013 года по 3 апреля 2014 года.
11 мая 2017 года ABC продлил сериал на седьмой сезон, который стал последним. Последняя серия последнего сезона вышла в эфир 18 мая 2018.

## Сюжет

### Завязка
Белоснежка и Прекрасный принц празднуют свадьбу, когда в замок к ним приезжает Злая королева и заявляет, что намерена наложить на всех страшное проклятие. Белоснежка посещает тёмного мага Румпельштильцхена, который предсказывает, что проклятие Злой королевы перенесёт их всех в страшное место, где у сказок не будет счастливых концов, за исключением истории самой Злой королевы, но дочь Белоснежки Эмма вернётся на свой 28-й день рождения, чтобы спасти их и начать последнюю битву с Королевой. По совету Голубой феи Джеппетто и Пиноккио строят шкаф из магического дерева, который позволит укрыть от проклятия одного человека. Когда Белоснежка рожает дочь, проклятие Злой королевы начинает действовать. Прекрасный принц успевает спрятать новорождённую дочь в волшебный шкаф, но его смертельно ранят слуги Королевы. Прекрасный принц умирает на руках у Белоснежки в момент, когда проклятие настигает их. Злая королева торжествует.
В наши дни в Бостоне одинокая Эмма Свон работает охотником за головами. В день её 28-летия к ней является 10-летний мальчик Генри и заявляет, что он — её сын, которого она после рождения отдала на усыновление. Не желая иметь к жизни мальчика отношения, Эмма всё же соглашается отвезти его обратно домой в город Сторибрук в штате Мэн. По пути Генри убеждает Эмму, что все жители Сторибрука в действительности — персонажи сказок, перенесённые в этот мир и лишённые памяти проклятием Злой королевы — мэра города Реджины Миллс, приёмной матери Генри. Из-за того же проклятия жители не могут покинуть город. Генри уверен, что Эмма — Спасительница, которая должна разрушить чары и победить Злую королеву. Эмма не верит мальчику и возвращает его приёмной матери.
Генри снова убегает; Эмма находит его, возвращает домой, но решает остаться в Сторибруке на некоторое время, поступив на службу помощником шерифа. Она вступает в противостояние с Реджиной из-за сына, хотя до последнего не верит в теорию Генри о заколдованных сказочных персонажах.

### Дальнейшие события
Первый сезон посвящён противостоянию Эммы Свон и Реджины, которое заканчивается снятием проклятия и возвращением памяти всем жителям Сторибрука.
В следующих сезонах жителям города приходится столкнуться с чередой врагов, пытающихся отомстить кому-либо из них за старые обиды либо преследующих собственные цели. Во 2 сезоне главными антагонистами становятся мать Реджины, Кора, и её товарищ Киллиан Джонс-Крюк; в 3 сезоне это Питер Пэн, который в этой сказке оказывается злобным бездушным властолюбцем, и Великая Ведьма Зелина, единоутробная сестра Королевы; в 4-м сезоне опасность исходит от Снежной королевы Ингрид, тётки молодой волшебницы Эльзы Эренделльской.
Им противостоит Эмма Свон, смирившаяся с ролью Спасительницы и обретшая настоящую семью и друзей; Прекрасный Принц Дэвид и Белоснежка, готовые на всё ради общей безопасности и спокойствия своего семейства; Реджина Миллс, которая по ходу действия превращается из главной антагонистки в одного из протагонистов; Генри, живущий с родной матерью и верящий во вторую; остроумный и расчётливый Румпельштильцхен, хранитель многих тайн.
Действие происходит в Сторибруке, в Сказочной стране, куда персонажи попадают поодиночке или группами, и даже в загробном мире, куда отправляется Зелина с главными героями, чтобы встретиться с покойной матерью и обрести, наконец, сестру.
Исходная история развивается в течение 6 сезонов. 7 сезон, по сути, перезапускает сюжет: повзрослевший Генри оставляет родителей и уходит, чтобы в самостоятельной жизни «найти свою собственную сказку», в результате знакомится с Золушкой, что становится отправной точкой для новой сказочной истории с новыми персонажами.

## Актёры и персонажи
= Регулярная роль
     = Повторяющаяся роль
     = Гость / Специальный гость
| Актёр                | Версия персонажа                              | Версия персонажа             | Сезоны    | Сезоны       | Сезоны       | Сезоны       | Сезоны    | Сезоны    | Сезоны    |
| Актёр                | Оригинал                                      | Проклятье                    | 1         | 2            | 3            | 4            | 5         | 6         | 7         |
| -------------------- | --------------------------------------------- | ---------------------------- | --------- | ------------ | ------------ | ------------ | --------- | --------- | --------- |
| Джиннифер Гудвин     | Белоснежка                                    | Мэри Маргарет Бланшар        | Постоянно | Постоянно    | Постоянно    | Постоянно    | Постоянно | Постоянно | СГ        |
| Дженнифер Моррисон   | Эмма Свон / Спасительница                     | —                            | Постоянно | Постоянно    | Постоянно    | Постоянно    | Постоянно | Постоянно | СГ        |
| Лана Паррия          | Реджина Миллс / Злая Королева                 | Рони                         | Постоянно | Постоянно    | Постоянно    | Постоянно    | Постоянно | Постоянно | Постоянно |
| Джош Даллас          | Дэвид / Прекрасный Принц                      | Дэвид Нолан                  | Постоянно | Постоянно    | Постоянно    | Постоянно    | Постоянно | Постоянно | СГ        |
| Джаред C. Гилмор     | Генри Миллс / Сказочник                       | —                            | Постоянно | Постоянно    | Постоянно    | Постоянно    | Постоянно | Постоянно | П         |
| Эндрю Дж. Уэст       | Генри Миллс / Сказочник                       | —                            |           |              |              |              |           | Гость     | Постоянно |
| Рафаэль Сбардж       | Говорящий Сверчок                             | Доктор Арчибальд Хоппер      | Постоянно | Периодически | Периодически | Гость        |           | П         | Гость     |
| Джейми Дорнан        | Охотник                                       | Шериф Грэм Хамберт           | Постоянно | Гость        |              |              |           |           |           |
| Роберт Карлайл       | Румпельштильцхен / Тёмный                     | Мистер Голд / Детектив Уивер | Постоянно | Постоянно    | Постоянно    | Постоянно    | Постоянно | Постоянно | Постоянно |
| Эйон Бэйли           | Пиноккио                                      | Август Уэйн Бут              | Постоянно | П            |              | П            |           | СГ        |           |
| Эмили де Рэвин       | Белль Френч                                   | Лейси                        | П         | Постоянно    | Постоянно    | Постоянно    | Постоянно | Постоянно | СГ        |
| Меган Ори            | Рэд Лукас                                     | Руби                         | П         | Постоянно    | П            |              | П         |           |           |
| Коллин О’Донохью     | Киллиан Джонс / Крюк                          | —                            |           | Постоянно    | Постоянно    | Постоянно    | Постоянно | Постоянно | Постоянно |
| Коллин О’Донохью     | Крюк (Мир Желаний)                            | Детектив Роджерс             |           |              |              |              |           | Постоянно | Постоянно |
| Майкл Реймонд-Джеймс | Бейлфайр                                      | Нил Кэссиди                  |           | П            | Постоянно    |              | Гость     |           |           |
| Майкл Сока           | Уилл Скарлет / Червонный Валет / Белый Король | —                            |           |              |              |              | Постоянно |           |           |
| Ребекка Мэйдер       | Зелина / Злая Ведьма Запада                   | Келли Уэст                   |           |              | Периодически | Периодически | Постоянно | Постоянно | П         |
| Том Эллис            | Робин из Локсли / Робин Гуд                   | —                            |           | Гость        |              |              |           |           |           |
| Шон Магуайр          | Робин из Локсли / Робин Гуд                   | —                            |           |              | Периодически | Периодически | Постоянно | П         | Гость     |
| Дания Рамирес        | Элла                                          | Джасинда Видрио              |           |              |              |              |           |           | Постоянно |
| Габриэль Анвар       | Рапунцель Тремейн                             | Виктория Белфри              |           |              |              |              |           |           | Постоянно |
| Элисон Фернандес     | Люси Миллс                                    | Люси Видрио                  |           |              |              |              |           | Гость     | Постоянно |
| Мекиа Кокс           | Королева Тиана                                | Сабина                       |           |              |              |              |           |           | Постоянно |

1. ↑  Дорнан указан в титрах как гость в 22-м эпизоде, но в остальных эпизодах играет главную роль.
2. ↑  В первой половине первого сезона Бэйли заявлен как второстепенный персонаж, а во второй половине сезона — как основной.
3. ↑  В первой половине второго сезона О’Донохью заявлен как второстепенный персонаж, а во второй половине сезона — как основной.
4. ↑  Версия Крюка из Мира Желаний появляется только в одном эпизоде шестого сезона. Однако, поскольку его играет О’Донохью, он всё равно заявлен как главный персонаж.
5. ↑  Анвар заявлена в качестве основного персонажа в первых одиннадцати эпизодах седьмого сезона.
6. ↑  Кокс указана как второстепенный персонаж в первых трёх эпизодах седьмого сезона и повышена до основного персонажа с пятого эпизода сезона.

## Производство
3 ноября 2011 года после успешного выхода первых двух эпизодов ABC продлил сериал на полный сезон из 22 эпизодов. 10 мая 2012 года ABC продлил сериал на второй сезон, премьера которого состоялась 30 сентября. 10 мая 2013 года канал продлил сериал на третий сезон, который стартовал 29 сентября.
Третий сезон разделен на две части, первые одиннадцать эпизодов были показаны до нового года, после чего сериал ушёл на перерыв вплоть до 9 марта 2014 года. «Однажды в сказке» наравне с четырьмя другими драмами канала («Нэшвилл», «Скандал», «Месть» и «Анатомия страсти») переходит таким образом в телесезоне 2013-14 годов на новый формат вещания из двух блоков, транслирующихся практически без перерывов.
7 мая 2015 года сериал был продлён на пятый сезон, который стартовал 27 сентября 2015 года. 3 марта 2016 года сериал был продлён на шестой сезон, который стартовал 25 сентября 2016 года.
11 мая 2017 года несмотря на отказ Дженифер Моррисон и далее сниматься в главной роли, ABC продлил сериал на седьмой 22-серийный сезон, который стартовал 6 октября 2017 года. После этого было принято решение о закрытии сериала. В интервью порталу Entertainment Weekly создатели серии Эдвард Китсис и Адам Хоровиц сказали, что во время создания 7 сезона ещё не было однозначного решения, будет ли сериал продлён, поэтому было запланировано два возможных варианта завершения сезона: открытый финал, предполагающий дальнейшее развитие событий, и логическое завершение, закрывающее историю. В итоге зрителям был показан второй вариант финала, а 8-й сезон был отменён.

## Эпизоды
| Сезон | Сезон | Эпизоды | Оригинальная дата выхода | Оригинальная дата выхода | Рейтинг Нильсена   | Рейтинг Нильсена | Рейтинг Нильсена     | Рейтинг Нильсена |
| Сезон | Сезон | Эпизоды | Премьера сезона          | Финал сезона             | Зрители (миллионы) | Ранк             | 18-49 (рейтинг/доля) | Ранк 18-49       |
| ----- | ----- | ------- | ------------------------ | ------------------------ | ------------------ | ---------------- | -------------------- | ---------------- |
|       | 1     | 22      | 23 октября 2011          | 13 мая 2012              | 11,71              | 28               | 4,1/10               | 18               |
|       | 2     | 22      | 30 сентября 2012         | 12 мая 2013              | 10,24              | 35               | 3,6/9                | 18               |
|       | 3     | 22      | 29 сентября 2013         | 11 мая 2014              | 9,38               | 35               | 3,3/8                | 12               |
|       | 4     | 23      | 28 сентября 2014         | 10 мая 2015              | 8,98               | 50               | 3,2/7                | 17               |
|       | 5     | 23      | 27 сентября 2015         | 15 мая 2016              | 6,32               | 69               | 2,2                  | 34               |
|       | 6     | 22      | 25 сентября 2016         | 14 мая 2017              | 4,39               | 105              | 1,5/5                | 70               |
|       | 7     | 22      | 6 октября 2017           | 18 мая 2018              | 3,41               | 120              | 0,9                  | 115              |

## Реакция

### Отзывы критиков
Пилотный эпизод был встречен с положительными отзывами от критиков с начальным счетом 67 из ста от «Metacritic».

### Награды и номинации
- 2012 — Primetime Emmy Award в категориях: (номинация)
  - «За выдающиеся костюмы для серии» — Эдуардо Кастро и Моника Макрэй для Hat Trick (номинация)
  - «За выдающиеся специальные визуальные эффекты» — Дайна Мауэр, Фил Джонс, Лора Джонс, Саллианн Массимини, Андрей Орлов, Яков Бергман, Натан Мацуда, Дейл Фэй и Кевин Стракмен для эпизода The Stranger (номинация)
- 2012 — Teen Choice Awards в категориях: (номинация)
  - «Лучшая актриса» — Джиннифер Гудвин (номинация)
  - «Прорыв года: Мужчина» — Джошуа Даллас (номинация)
- 2011 — Спутник в категории «Лучший телевизионный сериал, жанр». (номинация)
- 2012 — Спутник в категории «Лучший телевизионный сериал, жанр». (номинация)
- 2012 — People’s Choice Award в категории «Новая любимая ТВ драма». (номинация)
- 2012 — премия Сатурн в категориях:
  - «Лучший телесериал, сделанный для телетрансляции» (номинация)
  - «Лучшая актриса второго плана на телевидении» — Лана Паррия (номинация)
- 2012 — Visual Effects Society Awards в категориях: (номинация)
  - «Выдающийся макет в телепередаче или рекламе» — Джейсон Монро, Крисс Штраус и Майкл Кирило — Замок Белоснежки (номинация)
  - «Выдающаяся виртуальная кинематография в телепередаче или рекламе» — Кевин Стракмен, Стивен Джексон и Натан Мацуда — Двор Золушки (номинация)
  - «Выдающиеся визуальные эффекты в транслируемом сериале» — Дуг Людвиг, Эндрю Орлофф, Натан Оверстром и Лора Джонс (номинация)
- 2012 — премия TV Guide Awards в категориях:
  - «Новый любимый сериал»
  - «Любимый злодей» — Лана Паррия в роли Злой Королевы
- 2012 — Leo Awards в категории: (номинация)
  - «Лучший гость-женщина в драматическом сериале» — Киган Коннор Трейси
- 2012 — Молодой актёр в категориях:
  - «Лучшее исполнение в сериале — молодой актёр» — Джаред Гилмор

### Телевизионные рейтинги
Пилотный эпизод привлек 12,930,000 зрителей, и демо-рейтинг в категории 18-49 составил 4,0. Это классифицируется как самый сильный старт драматического сериала в сезоне, а также как самый успешный дебют сериала на ABC за последние пять лет. Рейтинги значительно начали сокращаться в начале 2013 года, и весь третий сезон держались на низком пороге в районе 6 миллионов и демо 1,9-2,3 (с минимумом 1,7 20 апреля 2014 года). Премьера четвёртого сезона с привлечением персонажей из фильма «Холодное сердце» привлекла более 10 миллионов с демо 3,7, показывая лучший результат для шоу за два года.

## Музыка
Слова и музыка всех песен Марка Айшема. Он также написал музыкальные темы и музыку для сериала.
- 14 февраля 2012 года ABC Studios выпустило альбом, содержащий в себе четыре сингла, которые он написал для сериала «Однажды в сказке: Первый сезон».[28]
- 1 мая 2012 года, студией «Intrada Record» был выпущен альбом с 25 официальными саундтреками сериала «Однажды в сказке: Первый сезон».[29]
- 13 августа 2013 года, студией «Intrada Record» был выпущен альбом с 25 официальными саундтреками сериала «Однажды в сказке: Второй сезон».[30]

| №  | Название                             | Длительность |
| -- | ------------------------------------ | ------------ |
| 1. | «The Queen's Curse»                  | 2:47         |
| 2. | «Once Upon a Time Orchestral Suite»  | 3:49         |
| 3. | «Belle's Story»                      | 2:39         |
| 4. | «Things are Changing in Storybrooke» | 1:53         |

| №   | Название                             | Длительность |
| --- | ------------------------------------ | ------------ |
| 1.  | «Once Upon a Time Orchestral Suite»  | 4:13         |
| 2.  | «Henry's Proposal»                   | 1:17         |
| 3.  | «The Queen's Curse»                  | 2:46         |
| 4.  | «Jiminy Cricket»                     | 3:11         |
| 5.  | «Dealing With Rumplestiltskin»       | 3:26         |
| 6.  | «Belle's Story»                      | 2:37         |
| 7.  | «Dwarves»                            | 2:45         |
| 8.  | «The Huntsman»                       | 4:31         |
| 9.  | «Things Are Changing in Storybrooke» | 1:47         |
| 10. | «Cinderella»                         | 1:44         |
| 11. | «Wedding Dance»                      | 1:21         |
| 12. | «Advising Ashley»                    | 2:26         |
| 13. | «If The Shoe Fits»                   | 1:35         |
| 14. | «Unhappy Endings»                    | 3:46         |
| 15. | «Emma And Henry»                     | 1:43         |
| 16. | «The Siren»                          | 5:07         |
| 17. | «The Man with the Wooden Box»        | 1:11         |
| 18. | «Hope Will Return»                   | 1:48         |
| 19. | «Rumplestiltskin in Love»            | 2:19         |
| 20. | «The Genie's Wishes»                 | 1:58         |
| 21. | «The Road To True Love»              | 2:50         |
| 22. | «The Family Compass»                 | 2:00         |
| 23. | «Burn The Witch»                     | 2:34         |
| 24. | «What The Queen Loves Most»          | 2:30         |
| 25. | «The Clock Moves»                    | 1:12         |

| №   | Название                        | Длительность |
| --- | ------------------------------- | ------------ |
| 1.  | «Sleeping Beauty»               | 2:29         |
| 2.  | «True Love»                     | 4:45         |
| 3.  | «Magic»                         | 3:12         |
| 4.  | «We Are Both»                   | 1:41         |
| 5.  | «Meet the Jefferson»            | 2:37         |
| 6.  | «Ruby and Granny»               | 1:54         |
| 7.  | «A Real Boy»                    | 2:26         |
| 8.  | «The Hedge Maze»                | 4:13         |
| 9.  | «Regina's True Love»            | 2:29         |
| 10. | «Storybrooke Reunions»          | 2:12         |
| 11. | «The Duelists»                  | 1:21         |
| 12. | «The Lady Jack»                 | 0:45         |
| 13. | «In a Burning Room»             | 4:16         |
| 14. | «Tallahassee»                   | 2:21         |
| 15. | «This Boy Will Be Your Undoing» | 2:46         |
| 16. | «Science!»                      | 1:23         |
| 17. | «To Neverland!»                 | 1:58         |
| 18. | «Cora's Waltz»                  | 2:19         |
| 19. | «Snow White in Black»           | 2:45         |
| 20. | «How Magic Is Made»             | 3:33         |
| 21. | «One Perfect Day After Another» | 2:37         |
| 22. | «Bae and the Shadow»            | 2:45         |
| 23. | «Tamara Shows Her True Colors»  | 4:20         |
| 24. | «The Adventure Begins»          | 2:14         |
| 25. | «Main Title»                    | 0:14         |